# Axel Cadow
Axel Cadow ist ein ehemaliger deutscher Basketballfunktionär.

## Leben
Cadow durchlief Ausbildungen zum Industriekaufmann und zum Krankenpfleger. Er war 18 Jahre lang beim Unternehmen Sharp als Verkaufsleiter für Deutschland tätig. Im Januar 1999 wechselte er zur Werbeagentur des Hamburger Basketballfunktionärs Jens Holtkötter. Im März 2000 übernahm Cadow beim Basketball-Bundesligisten BCJ Hamburg das Amt des Managers. Ende September 2000 gab Cadow den Posten aus privaten Gründen wieder ab. Später wurde er für die Firma DataVision Deutschland GmbH tätig.